# جبل معيزة
جبل معيزة جبل يقع بشمال غربي الجمهورية التونسية على الحد بين ولايتي ولاية سليانة وولاية الكاف، شمال شرقي مدينة السرس وجنوب غربي مدينة بورويس. يبلغ ارتفاعه 887 م.